# Hannoverscher Sportverein von 1896 1997-1998
Questa voce raccoglie le informazioni riguardanti l'Hannoverscher Sportverein von 1896 nelle competizioni ufficiali della stagione 1997-1998.

## Stagione
Nella stagione 1997-1998 l'Hannover, allenato da Reinhold Fanz, concluse il campionato di Regionalliga nord al 1º posto, vinse gli spareggi promozione con il TeBe Berlino e fu promosso in 2. Bundesliga. In Coppa di Germania l'Hannover fu eliminato agli ottavi dal Carl Zeiss Jena.

## Rosa
| N. |                     | Ruolo | Calciatore         |
| -- | ------------------- | ----- | ------------------ |
| 1  | Germania (bandiera) | P     | Jörg Sievers       |
| 2  | Germania (bandiera) | D     | Carsten Linke      |
| 3  | Germania (bandiera) | D     | Harald Gärtner     |
| 4  | Germania (bandiera) | D     | Bastian Reinhardt  |
| 5  | Germania (bandiera) | D     | Bernd Eigner       |
| 6  | Germania (bandiera) | D     | Jens Rasiejewski   |
| 7  | Serbia (bandiera)   | A     | Vladan Milovanović |
| 8  | Germania (bandiera) | C     | Fabian Ernst       |
| 9  | Senegal (bandiera)  | A     | Babacar N'Diaye    |
| 10 | Ghana (bandiera)    | C     | Otto Addo          |
| 11 | Germania (bandiera) | C     | Dieter Hecking     |
| 12 | Germania (bandiera) | C     | Tobias Dietrich    |
| 13 | Germania (bandiera) | D     | Sven Fischer       |

| N. |                     | Ruolo | Calciatore         |
| -- | ------------------- | ----- | ------------------ |
| 14 | Ghana (bandiera)    | A     | Gerald Asamoah     |
| 15 | Serbia (bandiera)   | C     | Radenko Vukelic    |
| 16 | Germania (bandiera) | C     | Markus Kreuz       |
| 17 | Turchia (bandiera)  | C     | Hakan Biçici       |
| 18 | Germania (bandiera) | A     | Jürgen Degen       |
| 19 | Turchia (bandiera)  | C     | Volkan Arslan      |
| 20 | Brasile (bandiera)  | A     | Leonardo Manzi     |
| 21 | Croazia (bandiera)  | D     | Boris Bezović      |
| 22 | Germania (bandiera) | C     | Matthias Dworschak |
| 23 | Germania (bandiera) | C     | Fabian Gerber      |
| 25 | Germania (bandiera) | P     | Raphael Schäfer    |
| 26 | Germania (bandiera) | P     | Heinz Müller       |
| 29 | Germania (bandiera) | C     | Damian Brezina     |

## Organigramma societario
Area tecnica
- Allenatore: Reinhold Fanz
- Allenatore in seconda: Thomas Kost
- Preparatore dei portieri:
- Preparatori atletici:
- Analisi video:

## Calciomercato

### Sessione estiva
| Acquisti | Acquisti          | Acquisti               | Acquisti |
| R.       | Nome              | da                     | Modalità |
| -------- | ----------------- | ---------------------- | -------- |
| C        | Hakan Biçici      | Eintracht Braunschweig |          |
| C        | Tobias Dietrich   | Göttingen              |          |
| D        | Sven Fischer      | Colonia II             |          |
| P        | Heinz Müller      | FSV Francoforte        |          |
| D        | Bastian Reinhardt | 93 Amburgo             |          |
| P        | Raphael Schäfer   | Hannover 96 U19        |          |
| C        | Radenko Vukelic   | Egelsbach              |          |

| Cessioni | Cessioni        | Cessioni         | Cessioni |
| R.       | Nome            | a                | Modalità |
| -------- | --------------- | ---------------- | -------- |
| A        | Kreso Kovacec   | TeBe Berlino     |          |
| C        | Servet Atalan   | TuS Celle        |          |
| C        | Christof Babatz | Amburgo          |          |
| D        | Jens Böhm       | Arminia Hannover |          |
| D        | Fahed Dermech   | TeBe Berlino     |          |
| D        | Frank Germann   | Siegen           |          |
| C        | Klaus Ottens    | Hannover 96 II   |          |
| D        | Reinhard Stumpf | Kaiserslautern   |          |
| A        | Niclas Weiland  | RW Oberhausen    |          |

### Sessione invernale
| Acquisti | Acquisti        | Acquisti          | Acquisti |
| R.       | Nome            | da                | Modalità |
| -------- | --------------- | ----------------- | -------- |
| D        | Bernd Eigner    | Arminia Bielefeld |          |
| A        | Babacar N'Diaye | Wuppertal         |          |
| A        | Jürgen Degen    | 93 Amburgo        |          |
| C        | Markus Kreuz    | Magonza           |          |

| Cessioni | Cessioni | Cessioni | Cessioni |
| R.       | Nome     | a        | Modalità |
| -------- | -------- | -------- | -------- |

## Risultati

### Regionalliga

#### Girone di andata
| 3 agosto 1997, ore 18:00 CEST 1ª giornata | Hannover 96 | 4 – 0 | S.F. Ricklingen |  |

| 6 agosto 1997, ore 19:00 CEST 2ª giornata | Norderstedt | 0 – 1 | Hannover 96 |  |

| 9 agosto 1997, ore 14:30 CEST 3ª giornata | Hannover 96 | 4 – 0 | Amburgo II |  |

| 21 agosto 1997, ore 14:00 CEST 4ª giornata | Osnabrück | 2 – 2 | Hannover 96 |  |

| 24 agosto 1997, ore 18:00 CEST 5ª giornata | Hannover 96 | 4 – 1 | Wilhelmshaven |  |

| 30 agosto 1997, ore 14:30 CEST 6ª giornata | Arminia Hannover | 0 – 2 | Hannover 96 |  |

| 22 ottobre 1997, ore 19:30 CEST 7ª giornata | Hannover 96 | 1 – 0 | Atlas Delmenhorst |  |

| 14 settembre 1997, ore 18:00 CEST 8ª giornata | TuS Celle | 1 – 3 | Hannover 96 |  |

| 20 settembre 1997, ore 14:30 CEST 9ª giornata | Hannover 96 | 10 – 0 | Göttingen |  |

| 27 settembre 1997, ore 14:30 CEST 10ª giornata | Kickers Emden | 0 – 3 | Hannover 96 |  |

| 4 ottobre 1997, ore 14:30 CEST 11ª giornata | Hannover 96 | 5 – 1 | Lubecca |  |

| 12 ottobre 1997, ore 15:00 CEST 12ª giornata | 93 Amburgo | 2 – 3 | Hannover 96 |  |

| 18 ottobre 1997, ore 15:00 CEST 13ª giornata | Hannover 96 | 5 – 1 | Eintracht Nordhorn |  |

| 26 ottobre 1997, ore 15:00 CEST 14ª giornata | Oldenburg | 1 – 1 | Hannover 96 |  |

| 30 ottobre 1997, ore 14:00 CET 15ª giornata | Hannover 96 | 5 – 1 | Werder Brema II |  |

| 9 novembre 1997, ore 20:15 CET 16ª giornata | Hannover 96 | 1 – 1 | Eintracht Braunschweig |  |

| 16 novembre 1997, ore 16:00 CET 17ª giornata | Herzlake | 1 – 1 | Hannover 96 |  |

#### Girone di ritorno
| 22 novembre 1997, ore 14:30 CET 18ª giornata | S.F. Ricklingen | 0 – 4 | Hannover 96 |  |

| 29 novembre 1997, ore 14:00 CET 19ª giornata | Hannover 96 | 6 – 3 | Norderstedt |  |

| 7 dicembre 1997, ore 14:00 CET 20ª giornata | Amburgo II | 0 – 4 | Hannover 96 |  |

| 12 dicembre 1997, ore 19:00 CET 21ª giornata | Hannover 96 | 2 – 1 | Osnabrück |  |

| 7 febbraio 1998, ore 14:30 CET 22ª giornata | Wilhelmshaven | 1 – 1 | Hannover 96 |  |

| 13 febbraio 1998, ore 19:30 CET 23ª giornata | Hannover 96 | 3 – 4 | Arminia Hannover |  |

| 21 febbraio 1998, ore 14:30 CET 24ª giornata | Atlas Delmenhorst | 0 – 5 | Hannover 96 |  |

| 1º marzo 1998, ore 15:00 CET 25ª giornata | Hannover 96 | 5 – 2 | TuS Celle |  |

| 11 aprile 1998, ore 14:30 CEST 26ª giornata | Göttingen | 0 – 3 | Hannover 96 |  |

| 14 marzo 1998, ore 14:30 CET 27ª giornata | Hannover 96 | 3 – 0 | Kickers Emden |  |

| 21 marzo 1998, ore 14:30 CET 28ª giornata | Lubecca | 1 – 4 | Hannover 96 |  |

| 28 marzo 1998, ore 19:30 CET 29ª giornata | Hannover 96 | 7 – 1 | 93 Amburgo |  |

| 4 aprile 1998, ore 14:30 CEST 30ª giornata | Eintracht Nordhorn | 0 – 3 | Hannover 96 |  |

| 19 aprile 1998, ore 18:00 CEST 31ª giornata | Hannover 96 | 6 – 2 | Oldenburg |  |

| 3 maggio 1998, ore 18:00 CEST 32ª giornata | Werder Brema II | 1 – 3 | Hannover 96 |  |

| 7 maggio 1998, ore 20:15 CEST 33ª giornata | Eintracht Braunschweig | 0 – 1 | Hannover 96 |  |

| 16 maggio 1998, ore 14:00 CEST 34ª giornata | Hannover 96 | 5 – 1 | Herzlake |  |

### Spareggio promozione intergirone
| Arbitro: | Buchhart |

|                       |           |  |
| Copado 40’ Melzig 78’ | Marcatori |  |

| Arbitro: | Aust |

|                            |                      |                                |
| Asamoah 7’ Milovanović 84’ | Marcatori            |                                |
| Ernst Linke Kreuz          | Tiri di rigore 3 – 1 | Raičković Akrapović Isa Copado |

### Coppa di Germania
| Arbitro: | Sippel |

|                                           |                      |                                    |
| Rasiejewski 56’                           | Marcatori            | 4’ Juskowiak                       |
| Biçici Ernst Fischer Dietrich Milovanović | Tiri di rigore 5 – 3 | Lupescu Wynhoff Schneider Ketelaer |

| Arbitro: | Jansen |

|                            |           |              |
| Biçici 11’ (rig.) Addo 49’ | Marcatori | 37’ Jeremies |

| Arbitro: | Wack |

|                                 |                      |                                       |
| Reinhardt 90’                   | Marcatori            | 72’ Weber                             |
| Rasiejewski Ernst Fischer Linke | Tiri di rigore 2 – 4 | Schneider Tomaš Lindner Weber Jüptner |

## Statistiche

### Statistiche di squadra
| Competizione                     | Punti | In casa | In casa | In casa | In casa | In casa | In casa | In trasferta | In trasferta | In trasferta | In trasferta | In trasferta | In trasferta | Totale | Totale | Totale | Totale | Totale | Totale | DR  |
| Competizione                     | Punti | G       | V       | N       | P       | Gf      | Gs      | G            | V            | N            | P            | Gf           | Gs           | G      | V      | N      | P      | Gf     | Gs     | DR  |
| -------------------------------- | ----- | ------- | ------- | ------- | ------- | ------- | ------- | ------------ | ------------ | ------------ | ------------ | ------------ | ------------ | ------ | ------ | ------ | ------ | ------ | ------ | --- |
| Regionalliga nord                | 89    | 17      | 15      | 1       | 1       | 76      | 19      | 17           | 13           | 4            | 0            | 44           | 10           | 34     | 28     | 5      | 1      | 120    | 29     | +91 |
| Spareggio promozione intergirone | -     | 1       | 0       | 1       | 0       | 2       | 0       | 1            | 0            | 0            | 1            | 0            | 2            | 2      | 0      | 1      | 1      | 2      | 2      | 0   |
| Coppa di Germania                | -     | 3       | 1       | 2       | 0       | 4       | 3       | 0            | 0            | 0            | 0            | 0            | 0            | 3      | 1      | 2      | 0      | 4      | 3      | +1  |
| Totale                           | 89    | 21      | 16      | 4       | 1       | 82      | 22      | 18           | 13           | 4            | 1            | 44           | 12           | 39     | 29     | 8      | 2      | 126    | 34     | +92 |

### Andamento in campionato
| Giornata  | 1 | 2 | 3 | 4 | 5 | 6 | 7 | 8 | 9 | 10 | 11 | 12 | 13 | 14 | 15 | 16 | 17 | 18 | 19 | 20 | 21 | 22 | 23 | 24 | 25 | 26 | 27 | 28 | 29 | 30 | 31 | 32 | 33 | 34 |
| --------- | - | - | - | - | - | - | - | - | - | -- | -- | -- | -- | -- | -- | -- | -- | -- | -- | -- | -- | -- | -- | -- | -- | -- | -- | -- | -- | -- | -- | -- | -- | -- |
| Luogo     | C | T | C | T | C | T | C | T | C | T  | C  | T  | C  | T  | C  | C  | T  | T  | C  | T  | C  | T  | C  | T  | C  | T  | C  | T  | C  | T  | C  | T  | T  | C  |
| Risultato | V | V | V | N | V | V | V | V | V | V  | V  | V  | V  | N  | V  | N  | N  | V  | V  | V  | V  | N  | P  | V  | V  | V  | V  | V  | V  | V  | V  | V  | V  | V  |
| Posizione | 1 | 2 | 2 | 3 | 2 | 2 | 1 | 1 | 1 | 1  | 1  | 1  | 1  | 1  | 1  | 1  | 2  | 2  | 1  | 1  | 1  | 1  | 2  | 2  | 2  | 2  | 2  | 2  | 2  | 2  | 2  | 1  | 1  | 1  |

Legenda:

Luogo: C = Casa; T = Trasferta. Risultato: V = Vittoria; N = Pareggio; P = Sconfitta.

### Statistiche dei giocatori
| Giocatore      | Spareggio | Spareggio | Spareggio   | Spareggio  | Coppa di Germania | Coppa di Germania | Coppa di Germania | Coppa di Germania | Totale   | Totale | Totale      | Totale     |
| Giocatore      | Presenze  | Reti      | Ammonizioni | Espulsioni | Presenze          | Reti              | Ammonizioni       | Espulsioni        | Presenze | Reti   | Ammonizioni | Espulsioni |
| -------------- | --------- | --------- | ----------- | ---------- | ----------------- | ----------------- | ----------------- | ----------------- | -------- | ------ | ----------- | ---------- |
| O. Addo        | 2         | 0         | 0           | 0          | 3                 | 1                 | 1                 | 0                 | 5        | 1      | 1           | 0          |
| V. Arslan      | 1         | 0         | 0           | 0          | 1                 | 0                 | 0                 | 0                 | 2        | 0      | 0           | 0          |
| G. Asamoah     | 2         | 1         | 0           | 0          | 3                 | 0                 | 0                 | 0                 | 5        | 1      | 0           | 0          |
| H. Biçici      | 1         | 0         | 0           | 0          | 2                 | 1                 | 0                 | 0                 | 3        | 1      | 0           | 0          |
| D. Brezina     | 2         | 0         | 1           | 0          | 2                 | 0                 | 0                 | 0                 | 4        | 0      | 1           | 0          |
| J. Degen       | 1         | 0         | 0           | 0          | 0                 | 0                 | 0                 | 0                 | 1        | 0      | 0           | 0          |
| T. Dietrich    | 0         | 0         | 0           | 0          | 2                 | 0                 | 1                 | 0                 | 2        | 0      | 1           | 0          |
| M. Dworschak   | 0         | 0         | 0           | 0          | 3                 | 0                 | 1                 | 0                 | 3        | 0      | 1           | 0          |
| B. Eigner      | 2         | 0         | 0           | 0          | 0                 | 0                 | 0                 | 0                 | 2        | 0      | 0           | 0          |
| F. Ernst       | 2         | 0         | 2           | 0          | 3                 | 0                 | 2                 | 0                 | 5        | 0      | 4           | 0          |
| S. Fischer     | 0         | 0         | 0           | 0          | 3                 | 0                 | 0                 | 0                 | 3        | 0      | 0           | 0          |
| F. Gerber      | 0         | 0         | 0           | 0          | 0                 | 0                 | 0                 | 0                 | 0        | 0      | 0           | 0          |
| H. Gärtner     | 0         | 0         | 0           | 0          | 0                 | 0                 | 0                 | 0                 | 0        | 0      | 0           | 0          |
| D. Hecking     | 2         | 0         | 1           | 0          | 3                 | 0                 | 1                 | 0                 | 5        | 0      | 2           | 0          |
| K. Kovacec     | 0         | 0         | 0           | 0          | 1                 | 0                 | 0                 | 0                 | 1        | 0      | 0           | 0          |
| M. Kreuz       | 2         | 0         | 0           | 0          | 1                 | 0                 | 0                 | 0                 | 3        | 0      | 0           | 0          |
| C. Linke       | 2         | 0         | 1           | 0          | 3                 | 0                 | 1                 | 0                 | 5        | 0      | 2           | 0          |
| L. Manzi       | 0         | 0         | 0           | 0          | 0                 | 0                 | 0                 | 0                 | 0        | 0      | 0           | 0          |
| V. Milovanović | 1         | 1         | 0           | 0          | 3                 | 0                 | 0                 | 0                 | 4        | 1      | 0           | 0          |
| H. Müller      | 0         | 0         | 0           | 0          | 0                 | 0                 | 0                 | 0                 | 0        | 0      | 0           | 0          |
| B. N'Diaye     | 2         | 0         | 1           | 0          | 0                 | 0                 | 0                 | 0                 | 2        | 0      | 1           | 0          |
| J. Rasiejewski | 2         | 0         | 1           | 0          | 2                 | 1                 | 0                 | 0                 | 4        | 1      | 1           | 0          |
| B. Reinhardt   | 1         | 0         | 0           | 0          | 2                 | 1                 | 1                 | 0                 | 3        | 1      | 1           | 0          |
| R. Schäfer     | 0         | 0         | 0           | 0          | 0                 | 0                 | 0                 | 0                 | 0        | 0      | 0           | 0          |
| J. Sievers     | 2         | 0         | 1           | 0          | 3                 | 0                 | 0                 | 0                 | 5        | 0      | 1           | 0          |
| R. Vukelic     | 0         | 0         | 0           | 0          | 1                 | 0                 | 0                 | 0                 | 1        | 0      | 0           | 0          |